# Podhorany pri Kežmarku (przystanek kolejowy)
Podhorany pri Kežmarku – przystanek kolejowy znajdujący się we wsi Podhorany, w kraju preszowskim, na linii kolejowej nr 185, na Słowacji.